# Inga belizensis
Inga belizensis är en ärtväxtart som beskrevs av Paul Carpenter Standley. Inga belizensis ingår i släktet Inga och familjen ärtväxter. Inga underarter finns listade i Catalogue of Life.